# Edolo
Edolo (lombardul: Édol) település Olaszországban, Lombardia régióban, Brescia megyében. Lakosainak száma 4375 fő (2023. január 1.). Edolo Corteno Golgi, Lovero, Monno, Ponte di Legno, Sernio, Temù, Vezza d’Oglio, Vione, Incudine, Malonno, Saviore dell’Adamello, Sonico és Tovo di Sant’Agata községekkel határos.

## Fekvése
A települést 2500 méter magas hegyek veszik körül. Az Oglio folyó Edolón keresztül folyik, a Camonica-völgyön keresztül eléri az Iseói-tót és a Póba ömlik. 

## Népesség
A település lakossága az elmúlt években az alábbi módon változott:
| Lakosok száma | 4586 | 4564 | 4375 |
|               | 2017 | 2018 | 2023 |

## Képek

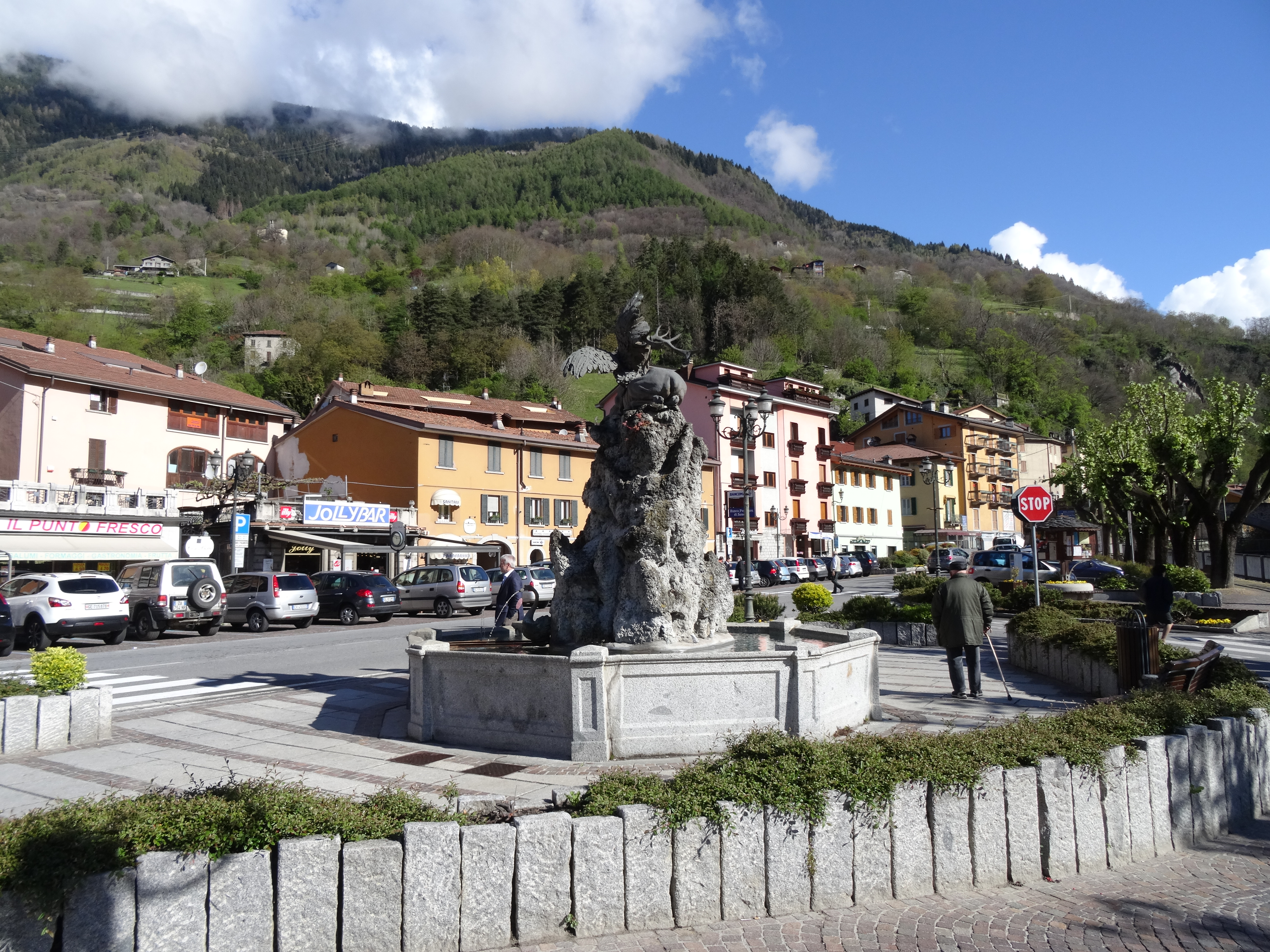
A település központja
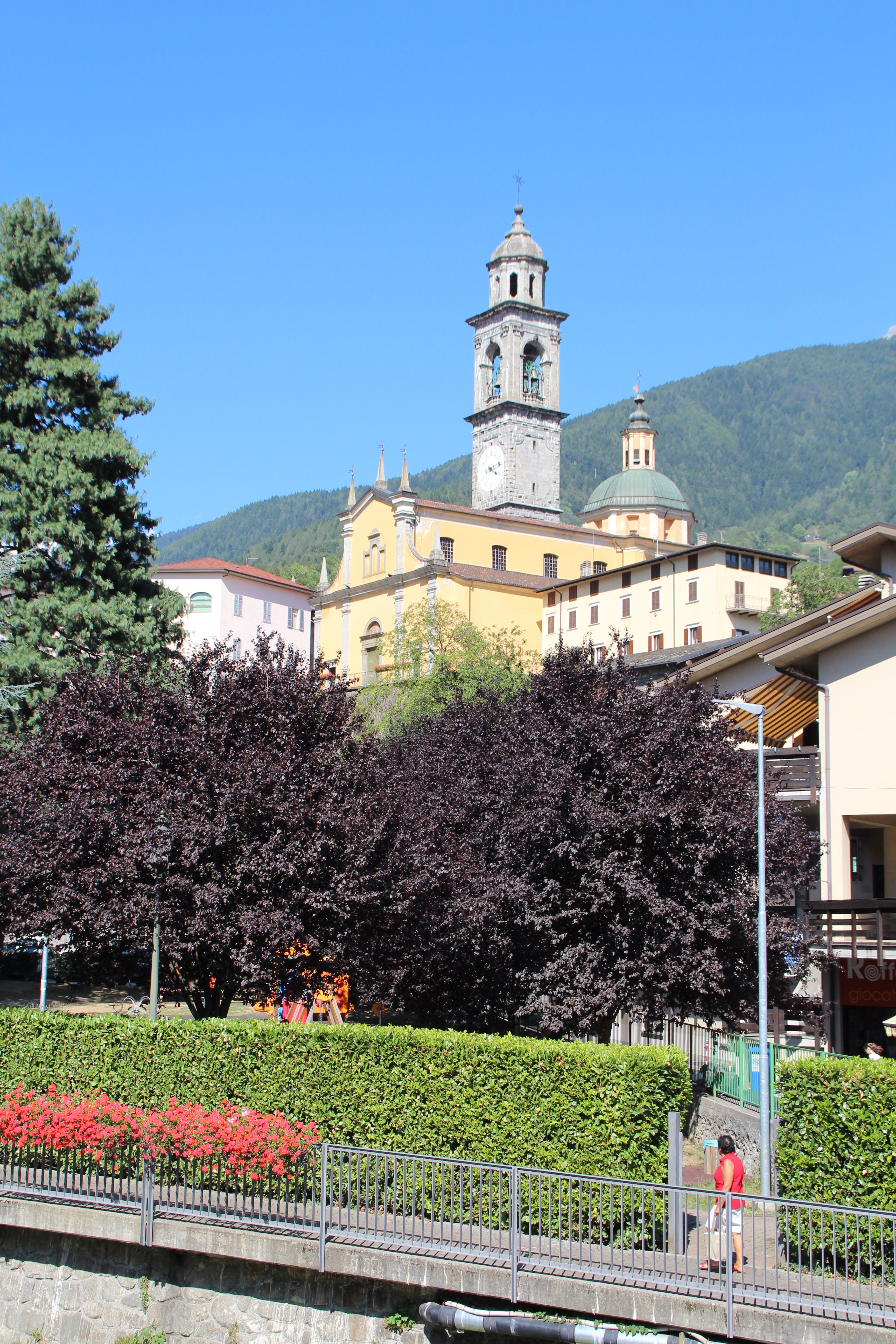
Santa Maria Nascente
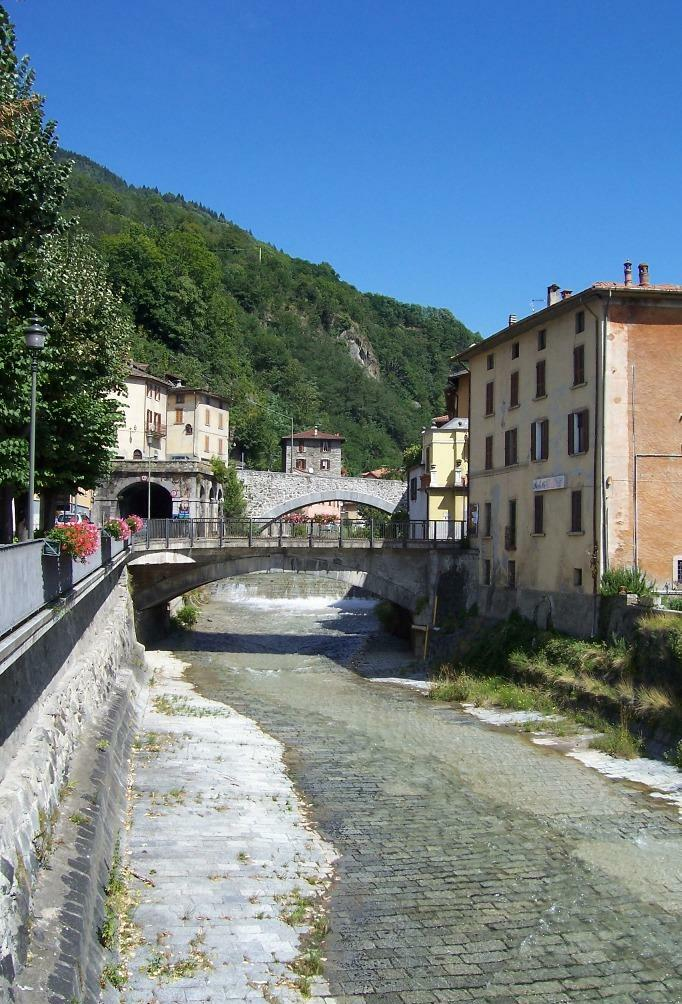
Az Oglio
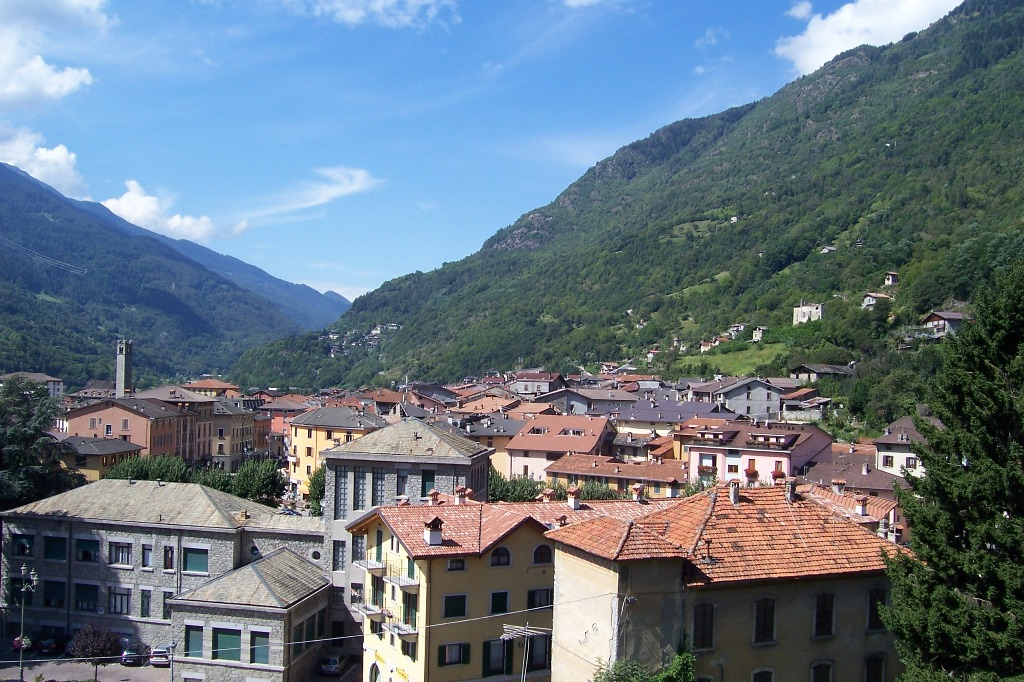
Panoráma